# Maik Brückner
Maik Herbert Brückner (* 16. Juni 1992 in Weener) ist ein deutscher Politiker (Die Linke) und seit 2025 Mitglied des Bundestages.

## Leben
Maik Brückner wurde in Weener geboren und wuchs in Leer als Sohn einer Reinigungskraft und eines Kochs auf. Er besuchte die Realschule und schloss in Papenburg eine Berufsausbildung zum Mediengestalter ab. Nach der Fachhochschulreife studierte Brückner ab 2013 Markendesign in Hildesheim.
Seit 2016 ist Brückner kommunalpolitisch aktiv. Für Die Linke ist er im Stadtrat von Hildesheim.
Bei der Bundestagswahl 2025 kandidierte Brückner im Bundestagswahlkreis Hildesheim und zog über Platz 4 der Landesliste von Niedersachsen in den Deutschen Bundestag ein. Im 21. Deutschen Bundestag ist er ordentliches Mitglied im Ausschuss für die Angelegenheiten der Europäischen Union sowie stellvertretendes Mitglied im Ausschuss für Bildung, Familie, Senioren, Frauen und Jugend, im Ausschuss für Gesundheit und im Ausschuss für Kultur und Medien.
Seit Juni 2025 ist Brückner queerpolitischer Sprecher der Fraktion Die Linke im Bundestag.
Brückner ist Mitglied der Vereinten Dienstleistungsgewerkschaft und der Vereinigung der Verfolgten des Naziregimes – Bund der Antifaschistinnen und Antifaschisten.